# Heliconius erichi
Heliconius erichi är en fjärilsart som beskrevs av Krüger 1933. Heliconius erichi ingår i släktet Heliconius och familjen praktfjärilar. Inga underarter finns listade i Catalogue of Life.